# Laurent Daignault
Laurent Daignault (ur. 30 października 1968 w Montrealu) – kanadyjski łyżwiarz szybki specjalizujący się w short tracku, srebrny medalista olimpijski.
Na igrzyskach w Albertville w 1992 roku zdobył srebrny medal olimpijski w biegu sztafetowym na 5000 m.
Jest bratem Michela Daignault, również łyżwiarza i olimpijczyka.